# Apparitions
Apparitions è una miniserie televisiva della BBC su un prete, interpretato da Martin Shaw, che esamina le prove di miracoli per essere utilizzati in processi di canonizzazione. Egli svolge anche esorcismi. La serie è stata scritta da Joe Ahearne e da Nick Collins.

## Guida agli Episodi
Episodio 1 
Trasmesso simultaneamente su BBC One e BBC HD, il 13 novembre 2008 alle 21:00. 
Una ragazza chiede a Padre Jacob di eseguire un esorcismo su di lei: il padre che pensa che sia posseduta da un demone. Nel frattempo, uno studente del seminario è ossessionato da un demone che continua a minacciarlo di riprendere la pelle che gli ha donato. Il seminarista è stato miracolosamente guarito dalla lebbra, quando era un bambino, non ad opera di Madre Teresa di Calcutta, della quale è fervente devoto,ma del diavolo, che si sospetta abbia preso anche l'anima della religiosa durante la sua agonia. 
Cast (in ordine di apparizione) Padre Jacob: Martin Shaw; Vimal: Elyes Gabel; Cardinale Bukovak: John Shrapnel; Monsignor Vincenzo: Luigi Diberti; Michael / Astaruth: Rick Warden; Donna : Romy Irving; Suor Anne: Sarah Michelle; Joseph: Sarah-Jayne Steed; Liam: Shaun Dooley; Police Officer: Zane Adam.
Episodio 2 
Trasmesso simultaneamente su BBC One e BBC HD, 20 novembre 2008 alle 21:00. Questo episodio segue immediatamente il primo episodio. 
Il padre della ragazza è stata curata dal demonio, ma ora è Padre Jacob l'obiettivo di un demone che sta uccidendo le persone a lui vicine. Il demone continua a lasciare indizi sulla Shoah. Questo mistero conduce Padre Jacob nel passato di monsignor Vincenzo. Nel frattempo, il cardinale Bukovak tenta di impedire che padre Jacob pratichi esorcismi in futuro.

## Cast (in ordine di apparizione)
Padre Jacob: Martin Shaw 
Sorella Ruth: Siobhan Finneran 
Cardinale Bukovak: John Shrapnel 
Michael/Astaruth: Rick Warden 
Monsignor Vincenzo: Luigi Diberti 
Donna: Romy Irving 
Suor Anne: Sarah Michelle 
Joseph: Sarah-Jayne 
Steed Liam: Shaun Dooley 
DI Rachel: Stephanie Street